# Mafia (album Mafii)
Mafia – debiutancki album zespołu Mafia wydany w 1993 roku.

## Lista utworów
1. „Antyarmia” – 03:32
2. „Powroty do ciebie” – 04:00
3. „Mam wszystko” – 03:37
4. „Jestem, będę” – 04:09
5. „Idę” – 03:46
6. „Deep Blue Angel” – 03:54
7. „Krótka piosenka o... (miłości)” – 04:03
8. „Całkiem sam” – 03:50
9. „Moje miejsca” – 03:12
10. „Wishing Well” – 03:40
11. „Piosenka specjalna” – 03:19
12. „BBB (Big Bad Buddy)” – 03:32
13. „Nie chcę ciebie” – 03:32
14. „Hej!” – 03:32
15. „Koniec dnia” – 03:32